# Иоанно-Богословская церковь (Домашаны)
Свято-Иоа́нно-Богосло́вская це́рковь (бел. Свята-Іаана-Багаслоўская царква) — деревянная православная церковь в деревне Домашаны Смолевичского района Минской области.

## История
Первая церковь в Домашанах была построена в 1507 году покровителем православия в Великом княжестве Литовском князем Константином Острожским. Согласно описи 1806 года, она была деревянной, однокупольной, называлась Свято-Михайловской во имя Михаила Архангела, построена взамен сгоревшей местными жителями в 1772 году. Церковь была приписной с Свято-Николаевской церкви в Смолевичах.
После второго раздела Речи Посполитой и присоединения Белоруссии к Российской империи церковь продолжала действовать как униатская. Однако, после принудительной ликвидации униатской церкви в 1839 году российские власти отобрали здание храма у Святого Престола в пользу Святейшего правительствующего синода (Русская православная церковь). В начале XX века был проведён капитальный ремонт церкви, в послевоенный период церковь была закрыта.
В 1991 году при кладбищенском храме зарегистрирован приход во имя апостола Иоанна Богослова, возобновились богослужения. Под руководством настоятеля священника Сергия Плечкова (в монашестве Иоанн; †1997) церковь была реконструирована. При храме организовано сестричество, в 1997 году в Домашанах был основан Свято-Иоанно-Богословский монастырь.

## Архитектура
Церковь — памятник народного зодчества. К кубовидному срубу молитвенного зала присоединены прямоугольные пристройки притвора и апсиды, над которой 2-склонная гонтовая крыша при помощи застрешек переходит в вальмовую. Крыша завершена двумя луковичными головками и четырёхгранным барабаном между ними. Вертикально обшитые стены прорезаны прямоугольными оконными проемами в простых плинтусах. Вход организован через крыльцо бокового фасада притвора. В оформлении интерьера использована резьба по дереву.